# Леплейське сільське поселення
Лепле́йське сільське поселення (рос. Леплейское сельское поселение) — муніципальне утворення у складі Зубово-Полянського району Мордовії, Росія. Адміністративний центр — селище Леплей.

## Населення
Населення — 5255 осіб (2019, 5393 у 2010, 6810 у 2002).

## Склад
До складу поселення входять такі населені пункти:
| Населений пункт | Населення, осіб (2002) | Населення, осіб (2010) |
| --------------- | ---------------------- | ---------------------- |
| Леплей, селище  | 3146                   | 2562                   |
| Ударний, селище | 3664                   | 2831                   |